# Tordos község
Tordos község (románul: Comuna Turdaș) község Hunyad megyében, Romániában. Központja Tordos, beosztott falvai Perkász, Pád, Répás.

## Népessége
A 2011-es népszámlálás adatai alapján a község népessége 1801 fő volt.